# Зассніц (порт)
54°29′11″ пн. ш. 13°35′19″ сх. д. / 54.48638889° пн. ш. 13.58861111° сх. д.
Поромний порт Зассніц (нім. нім. Fährhafen Sassnitz) — німецький морський порт на Балтійському морі в районі Мукран міста Зассніц. Розташований на Прорер-Вік на сході острова Рюген. 
Порт введений в експлуатацію в жовтні 1986 року як поромний порт Мукран для поромної переправи Мукран — Клайпеда. 
7 січня 1998 року відбулася зміна назви та перетворення на найбільший німецький залізничний поромний порт на Балтійському морі під назвою «Поромний порт Зассніц». 
Оператором є компанія Fährhafen Sassnitz GmbH, 10% якої належить землі Мекленбург-Передня Померанія, а 90% — місту Зассніц. 
Порт є найсхіднішим глибоководним портом Німеччини. 

З травня 2016 року компанія Fährhafen Sassnitz GmbH управляє портом під брендом порт Мукран. 

## Опис

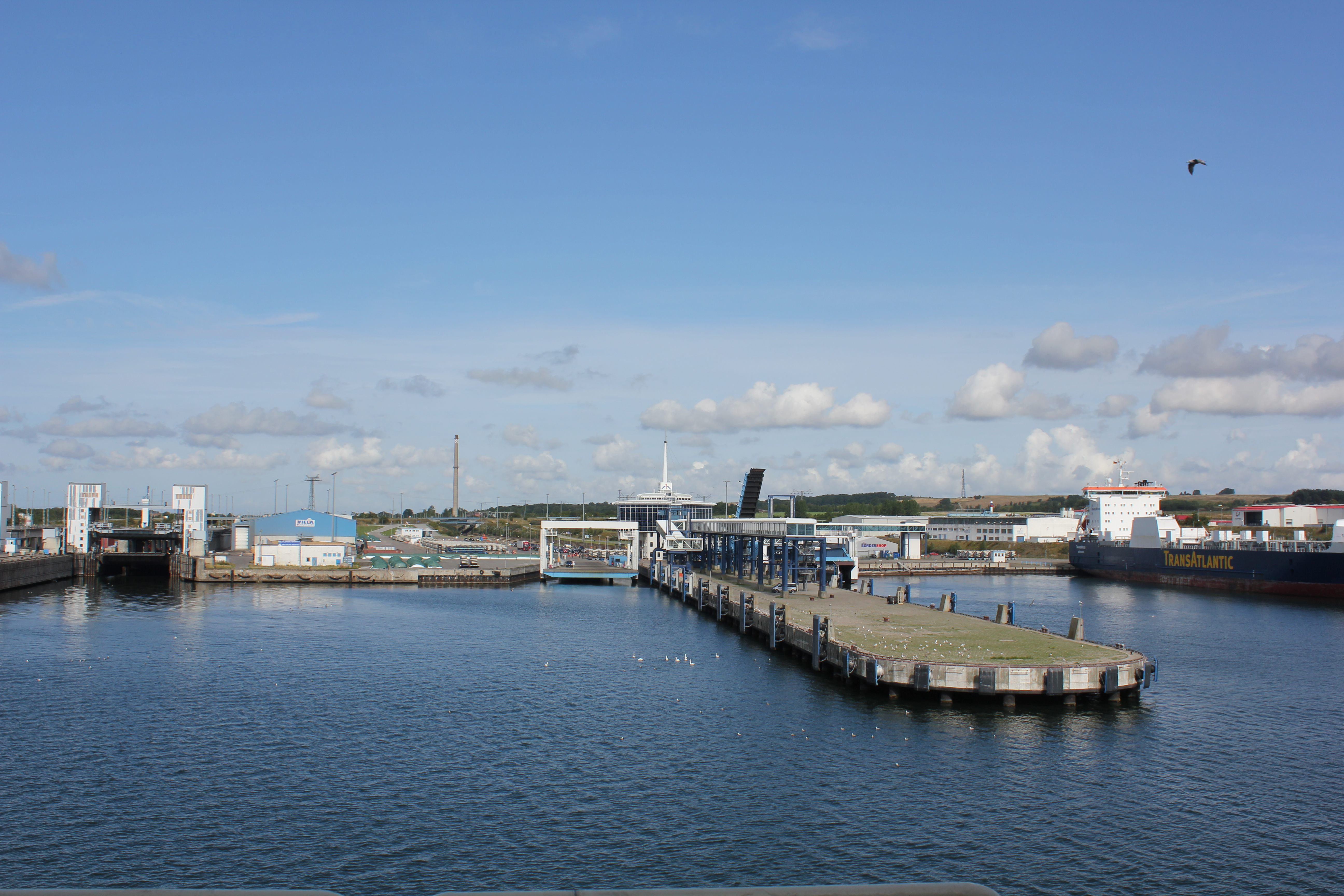
Пристань вигляд з моря

Із Зассніца курсують пороми до Швеції та Данії (Борнгольм) 
. 
Портом керує Fährhafen Sassnitz GmbH, розташована в Ной-Мукран.
У 2013—2015 рр. на території поромного порту Зассніц розроблено комерційну територію площею близько 23 га за 9,8 мільйона євро. 
Для цього також було використано кошти ЄС на покращення регіональної економічної структури у розмірі 5,5 млн євро. 

Дві додаткові нитки (Північний потік-2) прокладені з 2018 року для розширення двониткового газопроводу Північний потік завдовжки 1200 км через Балтійське море з Росії до Німеччини. 
Для цього сталеві труби з Рурської області доставлялися залізницею з жовтня 2016 року та зберігалися в порту. 
За два роки в Мукрані розвантажили 612 поїздів, кожен з яких містив майже 150 сталевих труб. 
З літа 2017 року Wasco Coatings Europe покривала їх бетоном. 
Для цього використовувався завод французького трубопроводобудівника Eupec, який вже був побудований для добудови труб для перших двох ниток газопроводу Північний потік. 

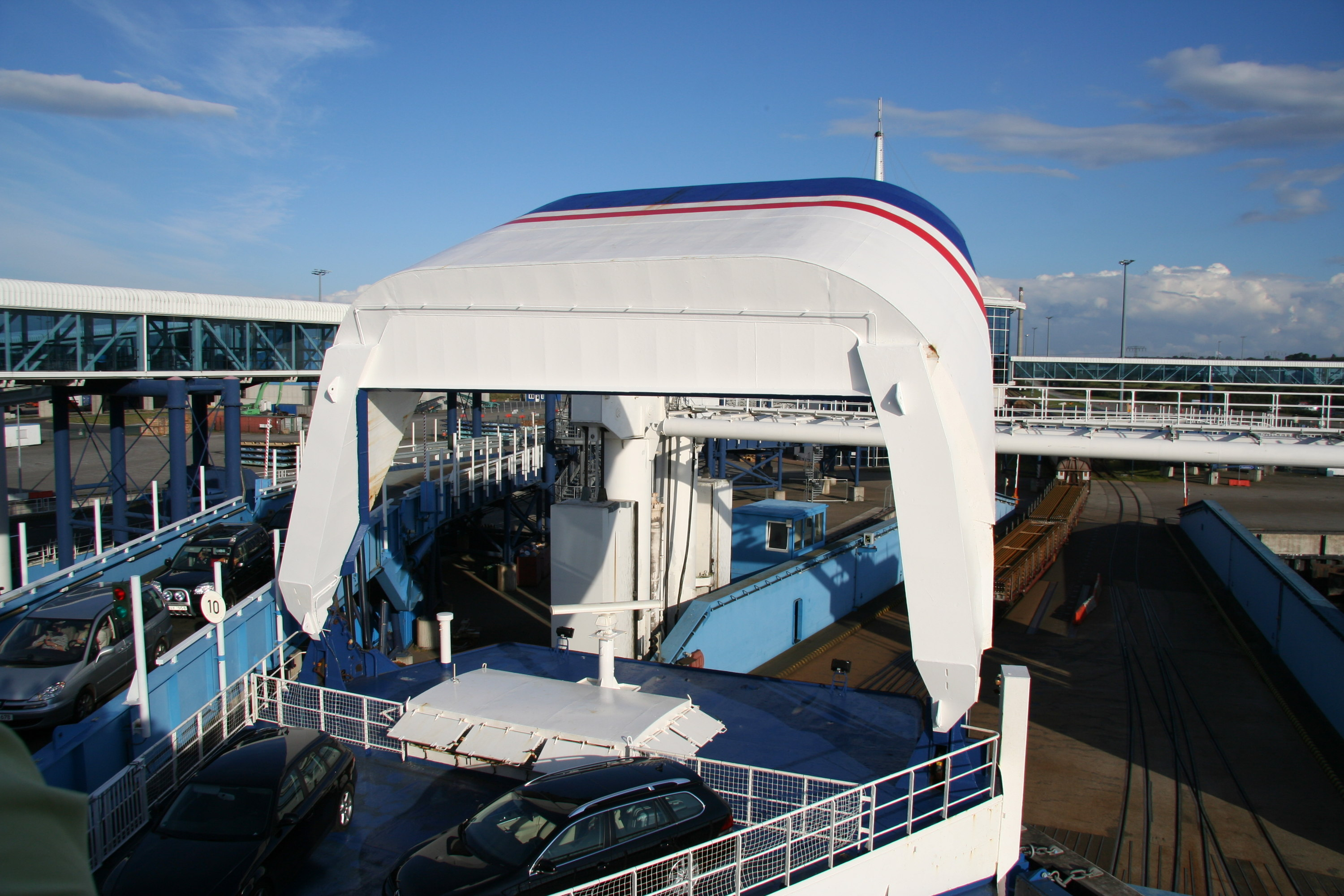
Завантаження порома «Königslinie» у Заcсніці

## Залізничний поромний порт
Поромний порт Засcніц — єдиний порт у Центральній Європі, який має російську колію. 
Є три причали для прийому залізничних поромів. 
Два з них двоповерхові й побудовані на російській колії.
Останніми роками важливість залізничного навантаження дедалі зменшується. 
У 2000-х роках тут перевозили від 60 000 до 70 000 автомобілів на рік на залізничних поромах, більшість з яких прибували або прямували з/до Швеції. У 2015 році було всього 1500 автівок. 

## Залізничні споруди

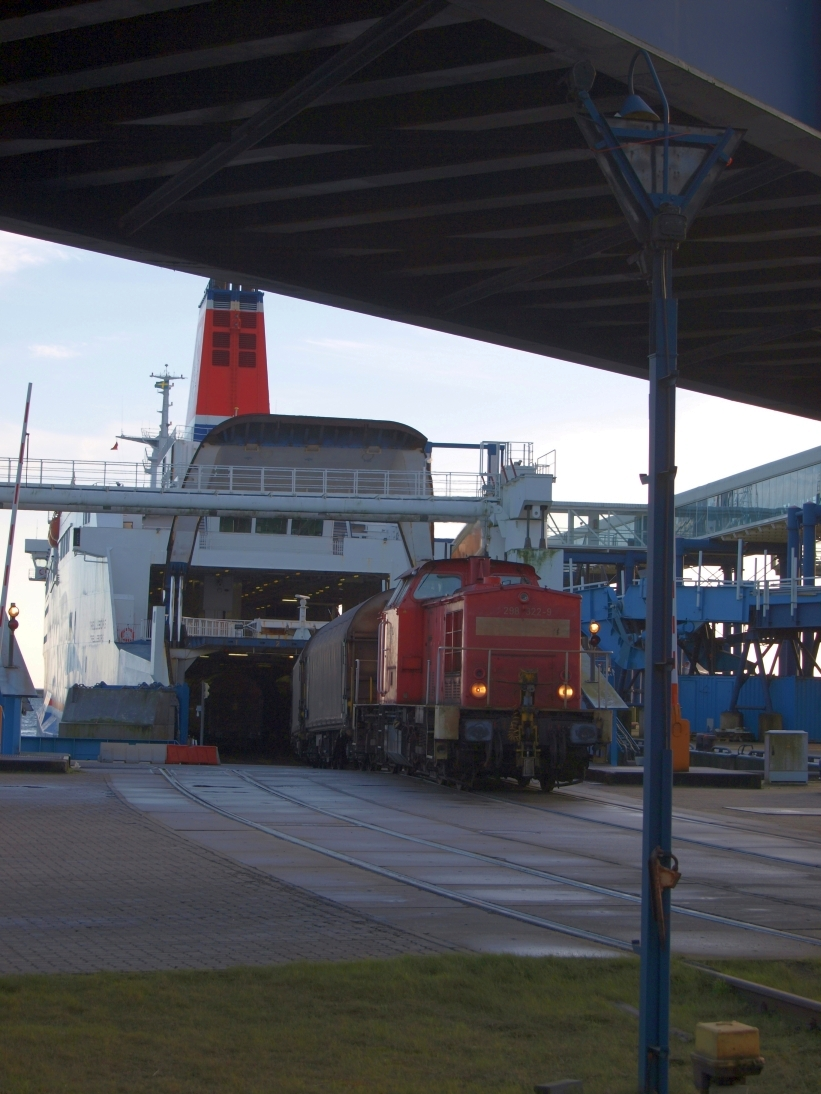
Завантаження вагонів 2014

Територія площею 340 га має пряме сполучення із залізницею Штральзунд — Засcніц, що 
розділена на дільницю стандартної колії завдовжки 48 км і дільницю широкої колії — 24 км. 
Тут можна перевантажувати залізничні вагони з шириною колії 1520 мм, яка використовується у Фінляндії, Росії та країнах Балтії. 
Широка колія пропонує кілька варіантів перевантаження товарів. 
На додаток до п’яти перевантажувальних залів, кранових систем, системи повторного перекачування рідких вантажів і рампи для небезпечних вантажів, центральним інтерфейсом є установка для зміни колії із/на широкої колії на стандартну. 
Тут вантажні вагони піднімаються, а візки замінюються на іншу ширину колії. 
Для маневрових завдань використовується ширококолійний варіант серії DR V 60 з центральними буферними муфтами, сумісними з SA-3, типу INTERMAT. Об’єкти для перевантаження та пересування напряму з’єднані з двома двоповерховими ширококолійними поромними пристанями. 
Кожен поромний причал має п’ять колій, щоб скоротити час завантаження та розвантаження.
З міркувань остійності судна завантажуються і розвантажуються одночасно і якомога більшою кількістю вагонів на двох коліях. 
Під час розвантаження з верхньої палуби спочатку вивантажуються дві середні колії, потім дві зовнішні колії і, нарешті, середня колія, потім це відбувається на головній палубі в тому ж порядку. 
Завантаження відбувається у зворотному порядку.

## Інші портові споруди

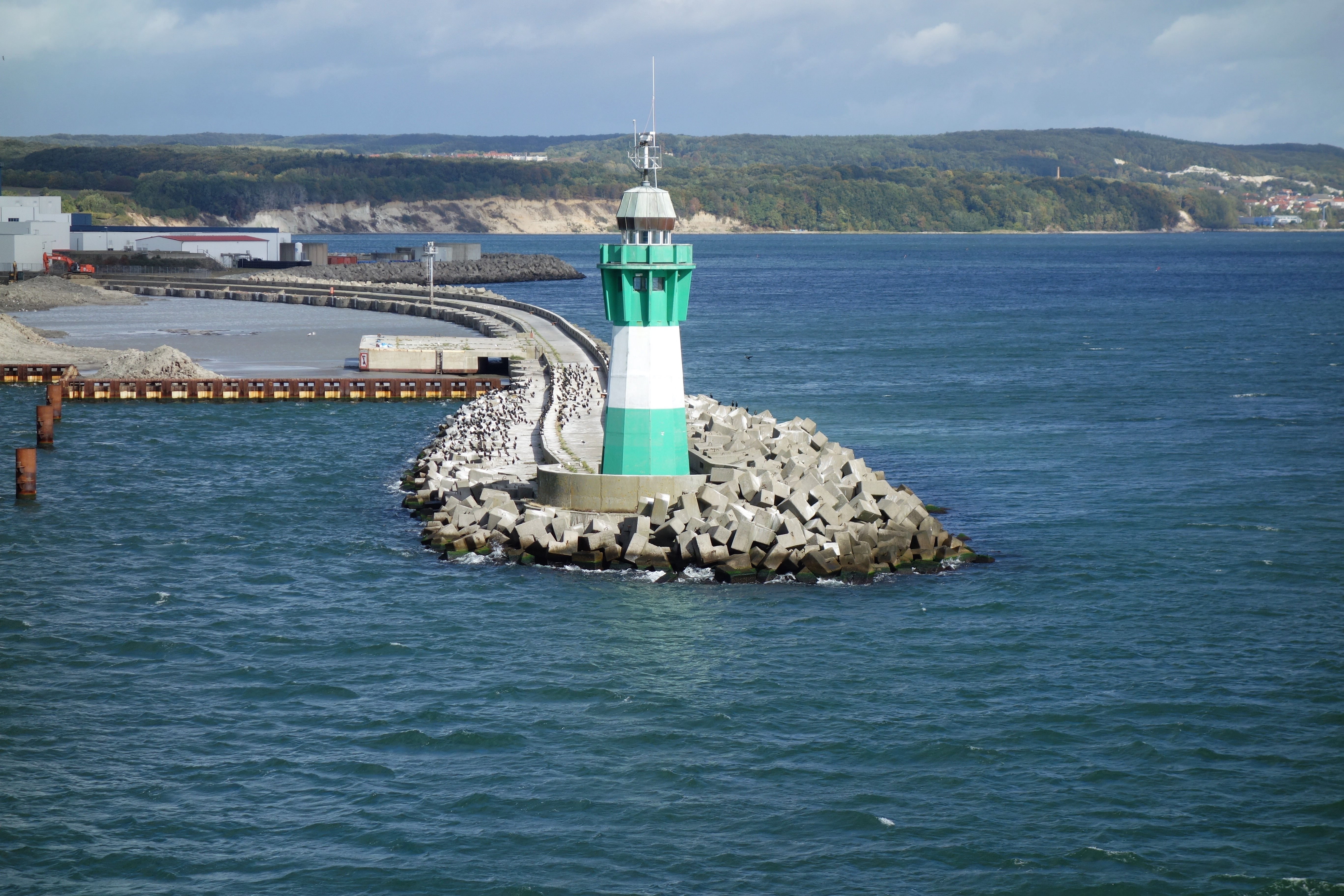
Мукран (маяк), за ним будівництво додаткових причалів

Загалом порт Мукран має 19 причалів для суден довжиною до 365 м і осадкою 9,5 м; у 2019 році зі внутрішньої сторони північного пірса побудовано ще три причали. 
 
Обслуговуються на додаток до залізничних поромів, пороми ролкери, генеральні та навалювальні вантажні судна та круїзні лайнери. 
У східній частині гавані є причальні споруди безпосередньо біля рибопереробного заводу.
У 2013/2014 роках була забудована територія в 6 га за 24 мільйони євро для перевалки важких вантажів, для офшорної промисловості. Розташований тут причал 3a споруджено спеціально для завантаження важких вантажів і вітряних турбін для офшорних вітрових електростанцій, щоб монтажні кораблі могли забирати тут вантаж. 
 
У 2016/2017 роках причал 10 у східній зоні було розширено для навантаження важких вантажів (офшорна промисловість). 

У серпні 2016 року введено в експлуатацію пункт розвантаження сипучих вантажів для перевалки зерна. 
 
У 2018–2020 роках на внутрішній стороні східного пірсу порту створено додаткові причали.
З вересня 2023 року розробляють проєкти щодо СПГ-термінала в Лубміні. 
У порту Мукран є два судна-сховища та випарники СПГ, що прийматимуть скраплений газ із танкерів-газовозів і подають його в газову мережу. 
У квітні 2024 року згідно з Федеральним законом про контроль за викидами  видано дозвіл на будівництво та експлуатацію СПГ-термінала.

## Наземне транспортне сполучення
Залізницею є сполучення через Рюгенський міст до Штральзунда із залізницею Штральзунд — Зассніц і, далі через залізницю Штральзунд — Росток до Ростока та через Північну берлінську залізницю або залізницею Ангермюнде — Штральзунд і залізницею Берлін — Щецин до Берліна. 
З 21 травня 2022 року поромний порт знову підключений до місцевого залізничного пасажирського транспорту лінією Regional Express 27. 

Однак скористатися поїздом можна лише з квитком на пором. 

| Лінія | Маршрут                        | Інтервал                          |
| ----- | ------------------------------ | --------------------------------- |
| RE27  | Берген-ауф-Рюген - Порт Мукран | 2 пари поїздів по суботах/неділях |

Автострадами порт сполучений з B96b (E22), з B96 (E22 і E251) через Рюгенський міст зі Штральзундом і через автомагістраль з A20.
До поромного порту можна дістатися на автобусах громадського транспорту від залізничної станції Зассніц маршрутом 18 (прямий) або маршрутом 22 (також з напрямку Бінц, приблизно 20 хвилин ходьби від зупинки «Дубніц») транспортної компанії «Vorpommern-Rügen». (ВВР). 

## Історія
Ще в 1909 році зі станції Зассніц-Порт курсував залізничний пором Королівської лінії до Треллеборга (Швеція). 
З 1963 року розробляли прокти поромного сполучення між НДР і Радянським Союзом. 
Відправною точкою для поромів з боку НДР мав стати порт Мевенорт на північному узбережжі острова Рюген. 
Ці проекти були скасовані; новий проект будівництва поромного сполучення розпочато в 1977 році. 
З 1982 року поромний порт у Мукрані будувався як один з останніх великих транспортних будівельних проектів у НДР за два мільярди марок НДР. 
Зокрема, планувалось створити ефективне поромне сполучення для вантажних перевезень із Клайпедою (Мемель), Литва, яка тоді була частиною Радянського Союзу, щоб уникнути тривалого сухопутного маршруту, який був дорогим через транзитні збори, транспортування вантажів з НДР до Радянського Союзу, що також було спричинено складною політичною ситуацією в Польщі. 
Численні військові-будівельники НВА також були залучені до розширення порту.
Поромне сполучення з Мукрана до Клайпеди відкрито в жовтні 1986 року та розширено до регулярного сполучення з п’ятьма (з шести спочатку запланованих) 

залізничних поромів до 1989 року. 
До скасування НДР ця територія була закритою і недоступною для всіх. 
У 1990-94 рр. значна частина радянських військ, дислокованих у НДР, перевезена додому через Мукран. 
Підстава для цього врегульована в угоді про проживання та вивід військ у рамках возз'єднання Німеччини. 
Після 1990 року порт Мукран, який раніше використовувався виключно для вантажних і військових перевезень із Радянським Союзом, отримав додаткові завдання. 
Через обмеження пропускної спроможності міської гавані Зассніц в 1995 році було побудовано новий поромний термінал, а на чинних пристанях було проведено значні роботи з реконструкції та розширення, щоб прийняти зростаючий на той час пасажиропотік до Скандинавії. 
Після двох років розширення 7 січня 1998 року під назвою «Fährhafen Sassnitz» відкрито найбільший німецький залізничний поромний порт на Балтійському морі. 
З цього дня Королівська лінія курсувала не зі старого міського порту Зассніц, а із поромного порту Зассніц, як тепер називався порт Мукран.
“Fährhafen Sassenitz GmbH”, яка керує портом, була нещодавно заснована, і 10% належить землі Мекленбург-Передня Померанія, а 90% – місту Зассніц. 

З 2001 року судноплавна компанія DFDS експлуатувала залізничну поромну лінію до Клайпеди в Литві. 
Проте через постійне зниження обсягів перевезення залізничних вагонів останніми роками стало економічно недоцільним і тому було припинено наприкінці вересня 2013 року. 

На початку 2011 року компанія «Fährhafen Sassnitz GmbH» придбала у DB Netz 22 км широкої колії і заснувала портову залізницю Baltic Port Rail Mukran як дочірню компанію. 

Обробку залізничних вантажів (генеральних вантажів і великовагових вантажів) у ширококолійних перевезеннях на початку 2011 року перейняла тодішня DB Schenker Rail (тепер DB Cargo) Buss Group із Гамбурга, яка заснувала дочірню компанію «Buss Rail Terminal Sassnitz GmbH» для цієї мети, яка належить до бізнес-зони «Buss Ports». 

26 липня 2013 року з комерційних міркувань «DB Netz» виставила дільницю довжиною приблизно 5 км від розв’язки Борхтіц до нового поромного порту Зассніц, а також усі споруди станції стандартної колії на продаж. 

З червня 2012 року між Зассніц-Мукран і Усть-Лугою (через Балтійськ) функціонує регулярне поромне сполучення, на якому також курсували російські вагони широкої колії. 
У липні 2014 року ця лінія була розширена, щоб підключити Клайпеду та Копенгаген.
Починаючи з червня 2014 року, залізничні транспортні засоби відправлялися лише спорадично до/зі Швеції, оскільки Stena Line перемістила вантажні перевезення до Ростока, а пасажирські перевезення (нічні поїзди з Берліна до Мальме) здійснювалися лише сезонно. 

Розгалужені колійні мережі в Мукрані використовуються управлінням простоїв DB AG для паркування старих і непотрібних пасажирських вагонів, електровозів і тепловозів.
На початку 2020 року поромне сполучення між Росією (Балтійськ) і портом Мукран було налагоджено контейнеровозом «SVS Vega» в рамках Нового шовкового шляху під назвою Baltic Sea Bridge компанією Mukran Port Terminals GmbH und Co. KG, яка також обслуговує короткі морські перевезення в сусідньому регіоні Балтійського моря. 
Іншими партнерами компанії є Bahn Operator GmbH, судноплавна компанія BREB, Потсдамська залізнична компанія (EGP) і російсько-казахсько-білоруська залізнична компанія UTLC ERA (Об'єднана транспортно-логістична компанія — Євразійський залізничний альянс), розташована в Москві. 

## Поромне сполучення

### Поточні лінії
З поромного порту Заcсніц є такі поромні сполучення:
- до Ренне (острів Борнгольм, Данія): кілька рейсів на тиждень влітку, пороми MV Hammershus[en] і Povl Anker[de] під орудою Molslinjen[en].

### Історичні лінії
- до Балтійська: Контейнерне каботажне поромне сполучення як «Балтійський міст» у рамках «Нового шовкового шляху»[27] (поромне сполучення не працює з 2020 р.)
- до Треллеборга (Швеція) (2023–2024) на катамарані Skane Jet[en] від Förde Reederei Seetouristik[en]
- Королівська лінія Зассніц — Треллеборг (1909–2020)
- Поромне сполучення Мукран — Клайпеда (1986–2016), також до Балтійська та Усть-Луги
- до Палдіскі/Таллінн (Естонія): вантажний пором, який експлуатується судноплавною компанією Tallink, щодня з 17 березня по 19 квітня 2020 р.; створено як пряме сполучення між Німеччиною та країнами Балтії через проблеми на польських кордонах через пандемію COVID-19 [28] за допомогою поромів MS Romantika[en][28] і MS James Joyce[en]
- до Істада (Швеція): 2020–2022 катамараном Skane Jet від «FRS Baltic»